# Gary Barden
Gary Barden (Royal Tunbridge Wells, 27 agosto 1955) è un cantante e compositore britannico.

## Biografia
Inizia la sua attività sul finire degli anni settanta, ed è noto principalmente per essere stato il primo vocalist del Michael Schenker Group, band del quale è cofondatore, che abbandonerà nel 1984, per intraprendere la carriera solista. Dopo una parentesi durata quattro anni con i Praying Mantis, con i quali ha inciso due album, nel 2007 è tornato nel Michael Schenker Group, per un breve periodo.

## Discografia

### Con il Michael Schenker Group
- 1980 - The Michael Schenker Group
- 1981 - MSG
- 1983 - Built to Destroy
- 2008 - In the Midst of Beauty

### Con i Praying Mantis
- 1995 - To the Power of Ten

### Solista
- 2004 - Past & Present
- 2007 - Love and War
- 2010 - Rock 'n Roll My Soul
- 2011 - Eleventh Hour